# Híres gyémántok listája
Ezen az oldalon a világszerte híres gyémántokat láthatod, táblázatba rendezve. (A szürke háttér a csiszolatlan köveket jelöli, ezekből várhatóan több kisebb követ csiszolnak majd.)
| Neve                                                    | Felfedezés éve | Tömeg (karát)                    | Színe, csiszolása                     | Származási helye                              | Megjegyzések |
| ------------------------------------------------------- | -------------- | -------------------------------- | ------------------------------------- | --------------------------------------------- | --- |
| ?                                                       | 2024           | 2492                             | csiszolatlan                          | Botswana                                      | A Lucara Diamond cég tulajdonában lévő Karowe bányában találták. |
| Lesotho Promise                                         | 2006           | 603                              | színtelen, csiszolatlan               | Lesotho                                       | várhatóan több kisebb követ csiszolnak belőle |
| Golden Jubilee                                          | 1985           | 545,67                           | sárgás-barna, rozetta                 | Dél-afrikai Köztársaság (Premier Mine)        | |
| Cullinan I (Great Star of Africa) Afrika nagy csillaga  | 1905           | 530,2                            | fehér, briliáns                       | Dél-afrikai Köztársaság (Premier Mine)        | 1905. január 25-én. A Premier mine yellow ground-jában találták meg. Nevét a bányalapítótól Thomas Cullinanről kapta. Afrika nagy csillagának vagy Premier-gyémántnak is hívják. Az elsőrendű minőségű, tiszta fehér kő tömege nyers állapotban 3106 karát volt. Belsejében csak nagyon kevés gyenge zárvány található. A határlapok alapján megállapították, hogy a kő nem volt egész kristály, hanem csak hasadási darab. A követ Transvaal kormányzósága vette meg és 1907-ben VII. Eduárd brit királynak ajándékozta, aki Amszterdamban lecsiszoltatta. A követ először három részre hasították, majd 9 nagyobb és 96 kisebb briliánst csiszoltak belőle. A legnagyobb darab pendeloque, cseppforma, 530,2 karát, a második hosszúkás, négyszög alakú briliáns, 317,4 karát, a harmadik szintén pendeloque, 94,45 karát. A többi hat súlya: 63,65, 18,85, 11,55, 8,80, 6,80 és 4,40 karát. A 96 kisebb briliáns összesen 7,55 karát. A legnagyobb kő a királyi jogart, a második a koronát díszíti, a harmadikat és negyediket pedig a királynői koronába foglalták. |
| Incomparable                                            | 1970-es évek   | 407,48                           | színtelen, háromszögletű briliáns     | Dél-afrikai Köztársaság (Premier Mine)        | |
| Nizam,                                                  | ?              | 340                              | színtelen, mandula                    | India (Kollur)                                | |
| Cullinan II (Lesser Star of Africa) Afrika kis csillaga | 1905           | 317,4                            | fehér, briliáns                       | Dél-afrikai Köztársaság (Premier Mine)        | a brit koronaékszerek része |
| Spirit of de Grisogono                                  | ?              | 312,24                           | fekete, briliáns                      | Közép-afrikai Köztársaság                     | a legnagyobb fekete kő |
| Stewart                                                 | 1872           | 296                              | sárga, briliáns                       | Dél-afrikai Köztársaság                       | |
| Centenary                                               | 1986           | 273,85                           | színtelen, briliáns                   | Dél-afrikai Köztársaság (Premier Mine)        | |
| Oppenheimer                                             | 1964           | 253,7                            | sárga, csiszolatlan                   | Dél-afrikai Köztársaság (Kimberley Mine)      | |
| Jubilee vagy Reitz                                      | 1895           | 245,35                           | színtelen, párna alakú                | Dél-afrikai Köztársaság (Jagersfontaein Mine) | A teljesen hibátlan kő nyersen 650,80 karátot nyomott. Alakja ellapult oktaéder volt. A követ először Oranje állam elnökének a nevéről Reitz-gyémántnak nevezték, később Viktória brit királynő jubileuma alkalmából a Jubileum nevet kapta. Mindössze két követ csiszoltak belőle, egy 245,35 karátos, tökéletes briliánst és egy 13,34 karátos pendeloqueot. |
| De Beers                                                | 1888           | 234,5                            | színtelen, briliáns                   | Dél-afrikai Köztársaság                       | |
| Millennium Star                                         | 1990           | 203,04                           | színtelen, csepp                      | Kongói Demokratikus Köztársaság               | |
| Orlov                                                   | 1772           | 199,6                            | színtelen-kékeszöld, briliáns         | India (Golkonda)                              | Az Orlov az egyik legtisztább elsőrendű kő, egész halvány, kékeszöld árnyalattal. Csiszolási alakja régi hindu eredetű, alsó lapja természetes hasadási lap. Méretei: 35 mm hosszúság, 31 mm szélesség és 22 mm magasság. Tömege 199.6 karát. A gyémántot Orlov herceg állítólag egy perzsa kereskedőtől vette, 1772-ben II. Katalin orosz cárnőnek ajándékozta; így került az orosz állami kincsek közé, ahol a jogart díszítette. |
| Imperial                                                | ?              | 184,5                            | színtelen, briliáns                   | ?                                             | |
| Jacob                                                   | 1891           | 184,5                            | színtelen, briliáns                   | Dél-afrikai Köztársaság                       | |
| Darya-ye Noor                                           | ?              | 182                              | rózsaszín, briliáns                   | India (Golkonda)                              | az iráni koronaékszerek része |
| Regent vagy Pitt                                        | 1698           | 140,64                           | fehér-halvány kék, párna alakú        | India (Golkonda)                              | Eredetileg 410 karátot (nem metrikus) nyomott volna, s 1701-ben találták a Kistnah folyó mellett lévő Parteal közelében. A világ egyik legszebben megmunkált, legtisztább és legcsillogóbb gyémántjának tartják. Egyike az utolsó Indiában talált nagy köveknek. A sorsáról kalandokban bővelkedő legenda szól, mely a következőket állítja: 1701-ben találta egy rabszolga a Parteal bányában. Hogy ellophassa a hatalmas drágakövet, megsebesítette magát, és a zsákmányt a sebbe rejtve csempészte ki. Egy angol tengerésznek ajánlotta fel, hogy az cserébe a hajóval elvigye, ezáltal megszabadítva őt fogságából, aki azonban nem tartotta be a szavát: meggyilkolta a rabszolgát. Bombayban a követ 5000 fontért eladta egy helyi kereskedőnek. A kapott összegnek gyorsan a nyakára hágott, később viszont a lelkiismerete nem hagyta nyugodni, ezért felakasztotta magát. A történet további része már hiteles: Az indiai kereskedő 1702-ben 100 000 fontért adta tovább a követ Thomas Pittnek, Madras kormányzójának, akiről a gyémánt a nevét kapta. Ő az értékes gyémántot Angliába küldte, ahol 140,5 karátos briliánst csiszoltak belőle. A megmunkálás során maradt kisebb darabok közül néhány Nagy Péter cár tulajdonába került. Orléans-i II. Fülöp, Franciaország régense 1717-ben megvásárolta a követ 650 000 fontért, ekkortól nevezik Régens Gyémántnak. Ettől kezdve története szorosan összekapcsolódik a francia uralkodókkal, XV. Lajos 1722-es koronázásakor már a francia koronát ékesítette. Később kivették onnan, és a királyok önállóan ékszerként viselték. 1792-ben a francia forradalom alatt ellopták. A királyi udvarba érkezett névtelen levél alapján találták meg, egyes források szerint a Champs-Élysées fasorában elásva, mások szerint viszont egy padláson. 1797-ben Bonaparte Napóleon tábornok pénzügyi gondjainak enyhítése érdekében elzálogosította, 1804-es császári koronázásakor viszont már a díszkardja markolatát ékesítette. 1825-től újra a koronára került, majd újabb 2 évtizeddel később III. Napóleon az Eugénia császárné számára készített nyakékbe tetette. 1887-ben a francia koronázási ékszerek nagy részét elárverezték, de a Régenst megőrizték és a Louvre kincsei között állították ki. A második világháború alatt, a német megszállás során néhány évre a chambord-i kastélyba került, azóta viszont ismét a Louvre-ban látható. |
| Firenze vagy Toszkán                                    | ?              | 137,27                           | sárga, briliáns                       | India                                         | |
| Premier Rose                                            | 1978           | 137,02                           | színtelen, csepp                      | Dél-afrikai Köztársaság (Premier Mine)        | |
| Tiffany Yellow                                          | 1878           | 128,54                           | sárga, briliáns                       | Dél-afrikai Köztársaság (Kimberley Mine)      | |
| Star of the South Dél csillaga                          | 1853           | 125,5                            | színtelen, briliáns                   | Brazília                                      | |
| Koh-i-Noor                                              | ?              | 105                              | fehér, briliáns                       | India (Golkonda)                              | Nem teljesen első vizű kő, színe kissé zöldes. Különböző indiai fejedelmek birtokában volt, ma a brit koronaékszerek közt őrzik. Eredeti alakja hindu csiszolású, kissé szabálytalan rozetta volt. 1739-ben a perzsa sah szerezte meg, és ő nevezte el Koh-i-noornak (jelentése: „a fény hegye”). Miután a Brit Kelet-indiai Társaság tulajdonába került, 1850-ben Viktória királynőnek ajándékozták. 1852-ben Amszterdamban alacsony briliáns formára csiszolták. A brit koronaékszerek része. Eredeti formájában 181 karát tömegű volt. |
| Deepdene                                                | ?              | 104,52                           | sárga, csepp                          | Dél-afrikai Köztársaság (Premier Mine)        | |
| Great Chrisanthemum Nagy krizantém                      | 1963           | 104,15                           | narancssárga-barna, csepp             | Dél-afrikai Köztársaság                       | |
| Ashberg                                                 | ?              | 102,48                           | borostyán-sárga, párna alakú          | Dél-afrikai Köztársaság                       | az orosz koronaékszerek része |
| Allnatt                                                 | 1950-es évek   | 101,29                           | sárga, párna alakú                    | Dél-afrikai Köztársaság                       | |
| Shah Sah                                                | 1450           | 90                               | színtelen, briliáns                   | India (Golkonda)                              | Három lapján vésett perzsa írás van. Színe fehér, egy felszíni rétegben gyenge sárgásbarna árnyalattal. Ez a kő is először indiai, majd perzsa fejedelmek tulajdona volt, később Oroszországba került. |
| Spoonmaker's                                            | ?              | 86                               | fehér, csepp                          | India                                         | a török koronaékszerek része |
| Nassak                                                  | ?              | 78                               | színtelen, briliáns                   | India                                         | |
| Taylor-Burton                                           | 1966           | 68,09                            | színtelen, csepp                      | Dél-afrikai Köztársaság (Premier Mine)        | Richard Burton eljegyzései ajándéka volt Elizabeth Taylornak (erre utal neve is) |
| Nur-Ul-Ain                                              | ?              | 60                               | halvány rózsaszín, briliáns           | India (Golkonda)                              | |
| Steinmetz Pink                                          | ?              | 59,6                             | rózsaszín, briliáns                   | ?                                             | a legnagyobb rózsaszín kő |
| Sancy                                                   | ?              | 55,23                            | halvány sárga, csepp                  | India (Golkonda)                              | |
| Empress Eugenie Eugénia császárné                       | ?              | 51                               | színtelen, briliáns                   | India                                         | |
| Dresden White Drezdai briliáns                          | ?              | 49,7                             | fehér, briliáns                       | India                                         | |
| Hope                                                    | 1812           | 45,52                            | sötétszürke-kék, briliáns             | India (Kollur)                                | |
| Dresden Green Drezdai zöld briliáns                     | 1722           | 41                               | zöld, briliáns                        | ?                                             | |
| Jones vagy Horseshoe                                    | 1928           | 38,48                            | kék-fehér, csiszolatlan               | Nyugat-Virginia                               | a legnagyobb észak-amerikai mosással talált gyémánt |
| Amsterdam                                               | ?              | 33,74                            | fekete, csepp                         | ?                                             | |
| Wittelsbach–Graff                                       | ?              | 35,56 (újracsiszolás után 31,06) | kék                                   | ?                                             | A Wittelsbach-ház 1722-ben, házassági hozományként jutott hozzá. |
| Heart of Eternity                                       | 2000           | 27,64                            | kék, szív                             | Dél-afrikai Köztársaság (Premier Mine)        | a legnagyobb megtalált kék színű kő |
| Uncle Sam                                               | 1924           | 12,42                            | sárga, smaragd                        | Amerikai Egyesült Államok                     | |
| Pumpkin Tök                                             | 1997           | 5,54                             | narancssárga, párna alakú             | Közép-afrikai Köztársaság                     | a legnagyobb narancssárga színű gyémánt |
| Ocean Dream                                             | ?              | 5,51                             | sötétkék-zöld, háromszögletű briliáns | Közép-afrikai Köztársaság                     | az egyetlen sötétkék-zöld színű gyémánt |
| Moussaieff Red                                          | 1990-es évek   | 5,11                             | vörös, háromszögletű briliáns         | Brazília                                      | a legnagyobb megtalált vörös színű kő |

Az Észak-Amerikában talált gyémántok rekordere 2018-ig egy 187,7 karátos kő volt, amelyet a Rio Tinto vállalat talált. 2018 decemberében az újságok arról számoltak be, hogy a Dominion Diamond Mines vállalat Diavik Diamond Mine nevű, Kanada északnyugati részén fekvő bányájából egy nagyjából 3 x 5 centiméteres, 552 karátos kő került elő. A cég közölte, hogy rekorder gyémántot csak megmunkálás után adják el.

## Kapcsolódó lapok
- Gyémánt
- Gyémántcsiszolás
- Gyémántlelőhelyek
- Gyémántok tisztasága
- Gyémántok színe
- Mesterséges gyémánt